# Lasioglossum scutopruinescens
Lasioglossum scutopruinescens là một loài Hymenoptera trong họ Halictidae. Loài này được Pauly mô tả khoa học năm 1986.